# Битва за Эль-Хасака (июнь — август 2015)
Битва за Эль-Хасака (июнь — август 2015) — началась в рамках гражданской войны в Сирии с атаки в мухафазе Эль-Хасака, предпринятой террористами ИГ с целью захватить центр мухафазы, одноименный город Эль-Хасака, который был разделен на две зоны, одна из которых контролировалась вооружёнными силами, подчинёнными сирийскому правительству, а другая — Отрядами народной самообороны, которые составляют военизированное крыло Курдского верховного комитета. 17 июля силы YPG захватили практически все трассы и населённые пункты в сельской местности, которые находились в окрестностях Эль-Хасака, которые в ходе конфликта были взяты в плотное кольцо осады боевиками ИГ, подразделения которых ещё оставались в городе. К 28 июля 2015 года отряды курдского ополчения и правительственные силы смогли выбить террористические формирования ИГ с большей части территории города, однако в отдельных кварталах района Аль-Зухор сохранялись некоторые очаги сопротивления ИГ. Также к концу июля террористы всё ещё удерживали контроль над южными въездами в город. 1 августа город был полностью очищен от террористических подразделений джихадистов.

## Предыстория
30 мая 2015 года силы ИГ претерпели неудачу во время сражения в западной части провинции Эль-Хасака, после чего они предприняли неожиданное нападение на позиции, удерживаемые правительственными войсками в городе Эль-Хасака. Несмотря на то, что отряды народной самообороны Курдистана изначально оставались в стороне от вооружённого конфликта, они в конце концов присоединились к боевым действиям 5 июня, после того, как боевики ИГ установили контроль над южными въездами в город. При этом силы курдской самообороны были признаны первой боевой силой в городе, в то время как остальные участники обороны Эль-Хасака были квалифицированы как вспомогательные. 8 июня 2015 года силы ИГ были выбиты из города, и вслед за этим подразделения сирийской армии смогли образовать 12-километровую буферную зону вокруг южной части этого города, чтобы наладить более эффективную оборону в случае последующих вторжений террористических групп.

## Наступление ИГ
23 июня четверо смертников ИГ осуществили серию самоподрывов в районе, контролируемом силами безопасности сирийской правительственной армии, на блокпосте рядом с детской больницей и возле полицейского участка курдских сил народной самообороны . В ходе этой атаки были убиты десять солдат сирийских вооружённых сил. Через два дня передовые подразделения ИГ предприняли новое нападение на районы, контролируемые силами правительства Сирии, осуществив подрыв начинённого взрывчаткой автомобиля возле блокпоста в южной части города, при этом террористами были захвачены конгломераты Эль-Нишва и Эль-Шариа, а также детская больница и образовательный центр. Позже, пытаясь противостоять наступлению боевиков, сирийская армия подвела подкрепление, в то время как ещё один террорист-смертник совершил теракт в начинённом взрывчаткой автомобиле.
26 июня террористы снова попытались проникнуть в городе с юго-восточного направления; примерно 20 солдат сирийской национальной армии погибли в ходе этого наступления. Возле здания криминального управления службы безопасности города сдетонировали ещё два заминированных автомобиля, что привело к значительному разрушению большой части этого здания. В этот же день вооружённые формирования ИГ предприняли наступления на удерживаемые правительственными силами восточные районы города, которые примыкали к горной гряде Абд аль-Азиз, которая находилась под контролем курдов. В результате этого наступления террористам удалось захватить территории вокруг деревни Абияд (южнее Аль-Хармалы) к востоку от города Эль-Хасака. 27 июня курдские отряды народной самообороны присоединились к военному противостоянию террористам во время сражения за Эль-Хасака. Они оказали поддержку местным правительственным силам вблизи Аль-Вилат аль-Хомра в окрестностях населённого пункта Гуверан, входящего в конгломерацию Эль-Хасака. Несмотря на прибытие подкрепления Республиканской гвардии, боевики ИГ в этот день смогли существенно продвинуться в сторону центра города. Вскоре сирийская армия предприняла мощное контрнаступление после того, как 400 солдат Республиканской гвардии были направлены на передислокацию из Дайр-эз-Заура в Эль-Хасака, а в это время курдские силы правопорядка (Асайиш) объявили комендантский час по всему городу. Сирийским подразделениям удалось освободить район Аль-Лилиа, примыкающий к восточному коридору района Аль-Нишва.
28 июня ИГ предприняло новую попытку захвата районов города, после успешного наступления оккупировав стадион в Гуверане, а также районы Азизия и Аль-Газал. На следующий день силы сирийского правительства продвинулись вперёд в сторону Аль-Нишвы, получив подкрепление. Во второй половине дня правительственные подразделения смогли успешно освободить Гуверан и зачистить район от террористических формирований, в том числе и захваченный ими ранее стадион . По крайней мере 12 сирийских военных были убиты в результате атак террористов-смертников; ИГ потеряло 9 боевиков. Отряды народной самообороны Курдистана заявили, что террористы при сражении в Эль-Хасака в южных и северных районах города прибегли к использованию самодельных химических снарядов, которые были начинены отравляющими газами.
29 июня по сирийскому государственному телевидению прозвучало сообщение о том, что правительственные вооружённые силы освободили весь район Эль-Нашва , в то время как Сирийский наблюдательный пункт за правами человека отметил, что правительственным войскам удалось отвоевать только часть районов Эль-Нашва, однако в окрестностях продолжались боестолкновения. Источники из службы безопасности Дамаска подтвердили, что до вечера в районе Эль-Нашва продолжались ожесточённые столкновения с переменным успехом. В этот же день позже государственная новостная программа Аль-Масдар сообщили, что сирийские войска всё же окончательно освободили от террористов стадион в Гуверане.

## Контрнаступление правительственных войск, курдских отрядов народной самообороны и их союзников
На протяжении следующих дней начала июля сирийская армия смогла освободить те окрестности и районы, которые ранее были захвачены боевиками ИГ. К тому же YPG сообщали, что им удалось вытеснить террористов из Азизии и установить контроль над окрестными деревнями Маруф и Хамра. 1 июля сирийская армия привлекла к сражению силы подкрепления, когда два начинённых взрывчаткой автомобиля взорвались в центре города. ИГ возобновило атаку на Гуверан. На следующий день боевики ИГ восстановили контроль над отдельными кварталами в окрестностях Гуверана.
3 июля 11 солдат сирийской армии были убиты и ранены при теракте, осуществленном смертником в городе. Вскоре боевики ИГ продолжили наступление в сторону реки Хабур (в юго-западной части города), стремясь захватить береговую линию и завоевать стратегическое преимущество. Через некоторое время боевики ИГ вступили в прямое соприкосновение с позициями курдских вооружённых отрядов и ассирийских ополченцев (сооторо) в северных районах Эль-Хасака. К этому времени ИГ смогло разместить около 4500 боевиков в городе. 5 июля успешное наступление предприняли курдские отряды самообороны, освободив от террористов ряд сельских населённых пунктов в горах Абд аль-Азиз (в восточном направлении); ранее эти деревни были оккупированы боевиками ИГ, выбившими оттуда силы сирийской национальной армии. Также силы коалиции США и их союзников нанесли по позициям террористов в гористой местности два авиаудара, оказав поддержку наступавшим курдам.
8 июля сирийские вооружённые силы установили контроль над конгломератом Аль-Лалия. 10 июля ИГ захватило факультет экономики, который располагался в южных пригородах Эль-Хасака, однако во второй половине дня это здание было освобождено бойцами сирийской армии. Также прозвучало сообщение о том, что сирийская армия успешно освободила отдельные пригороды района Аль-Нишва. В этот же день боевики ИГ захватили военный штаб в восточной части пригорода Аль-Зухор, который находился в плотной осаде сирийских правительственных сил. Также боевики ИГ захватили тюрьму для несовершеннолетних преступников и электростанцию к югу от Эль-Хасака. Силы курдского ополчения продвинулись южнее и вышли к мосту Абияд, который был ими захвачен, тем самым, они отвоевали участок, относившийся к маршруту военных поставок ИГ, проходивший к югу от Эль-Хасака в пригороде Аль-Нишва. 13 июля боевики ИГ сумели захватить тюрьму Аль-Адат, которая находилась в южной части города в сельской местности. Осада тюрьмы длилась около недели.
14 июля сирийская армия сообщила, что ей удалось завершить первую фазу военной операции по освобождению столицы мухафазы Эль-Хасака, а теперь они приступили к реализации второй фазы. Первая фаза состояла в блокировании продвижения террористических вооружённых формирований в административной черте города, а цель второй фазы заключалась в освобождении западной части города, в частности, района Эль-Нашва, а также части территории Аль-Зухора, которая по-прежнему находилась под контролем террористов. Декларированной целью третьей (и финальной) фазы операции было освобождение деревень и пригородов, находившихся в конгломерации с последующим формированием ещё одной буферной зоны с целью предотвращения прибытия боевиков ИГ к городу.

## Освобождение Эль-Хасака и отступление ИГ
17 июля курдские повстанческие группы освободили тюрьму Аль-Адат и электростанцию; таким образом, благодаря курдскому прорыву в городе примерно 1200 боевиков ИГ оказалось в осаде. Курдские силы самообороны также смогли постепенно установить контроль над теми деревенскими окрестными районами, которые ранее находились в ведении правительственных войск (к западу от Эль-Хасака). Таким образом, на 17 июля сирийские правительственные структуры смогли сохранить контроль только над важнейшими центральными районами города. Однако к 20 июлю сирийская армия вытеснила террористов из кварталов Гуверана.
По сообщению сирийского наблюдательного центра по правам человека, 11 боевиков-террористов ИГ были ликвидированы путём авиаудара сирийских вооружённых сил. Одновременно с этим авангард курдских отрядов народной самообороны предпринял успешное наступление и отвоевали Аль-Ватватию и сельские населённые пункты при Тал Танаире, а также некоторые сельскохозяйственные комплексы к северу от Баб аль-Хаира. Силы христианского ополчения Гозарто также освободили некоторые территории, например, три бетонных жилых комплекса в Аль-Шарии. Таким образом, 21 июля все силы террористов ИГ оказались полностью осаждены в Эль-Хасаке.
К 23 июля курдские ополченцы и их ассирийские союзники установили контроль над большей частью районов города, в которых ранее происходили ожесточённые боестолкновения, в том числе те районы, которые ранее находились под контролем правительственных войск. В этот же день курды и боевые отряды сооторо продвинулись дальше, установив контроль над западными кварталами Эль-Нашва. В это же время правительственные войска также смогли продвинуться в сторону Гвирана. К концу дня боевики ИГ отступили к Аль-Шариа, в то время как правительственные силы и курдские ополченцы совместными усилиями смогли добиться новых успехов в городе. 24 июля поступило сообщение о том, что руководство ИГ в Аль-Шаддади отказались от претворения в жизнь плана по оказанию поддержки осаждённым в Эль-Хасаке боевикам после того, как два начинённых взрывчаткой грузовика были остановлены и обезврежены YPG в Эль-Давудия и Эль-Салахия.
25 июля поступило сообщение о том, что курдские ополченцы и силы сооторо смогли окончательно освободить всю территорию Эль-Нашва и достигли окрестностей пригорода Аль-Шария. В первой половине дня они вышли на ключевую улицу Филастин в центральной части. Между тем, сирийские правительственные силы продвинулись в сторону Спортивного комплекса Гвиран. Сотни беженцев из числа мирного населения, которые покинули свои дома во время захвата ИГ их районов, после успешного продвижения правительственных сил, смогла вернуться домой. Процент контролируемых ИГ территорий в Эль-Хасака снизился до 10 %, правительственные войска контролировали 20 % города, в то время как YPG и их союзники (преимущественно сооторо), существенно расширившие сферу своего влияния после успешной наступательной кампании, контролировали около 70 % города. Вскоре наблюдательный совет сообщил, что небольшая группа осаждённых террористов ИГ была разгромлена в контролируемой ими части города, небольшом участке южного пригорода Аль-Зухор, где они продолжали оказывать ожесточённое сопротивление. В ближайшие дни сражения с заблокированными боевиками привели к гибели примерно 270 сражавшихся на стороне ИГ. 28 июля прозвучало сообщение о том, что силы ИГ подверглись окончательному разгрому после того, как объединённые силы правительственной армии и бойцы курдского ополчения смогли освободить все кварталы Аль-Зухора; во время наступления был убит 31 боевик. Во второй половине дня Аль-Зухор подвергся масштабной тщательной зачистке силами курдского ополчения и правительственных войск. В результате части ИГ отступили в самые южные оконечности Эль-Хасака. Именно 28 июля сирийское национальное телевидение сообщило, что Сирийская армия и бойцы курдских сил самообороны полностью освободили город Эль-Хасаке и его окрестности от боевиков террористической группировки «Исламское государство». Последние боестолкновения происходили в пригородах Эль-Нашва и Эль-Лалия. Вскоре после объявления о вытеснении ИГ из города губернатор Эль-Хасаке Хасан аль-Али и местные жители осмотрели разминированные улицы освобожденных поселений. По данным военных, саперам удалось обнаружить и обезвредить несколько сотен взрывных устройств.
29 июля военно-воздушные силы коалиции США и союзников нанесли два удара по позициям ИГ на дальних рубежах Эль-Хасака. 30 июля на южных подъездах к городу было два очага сопротивления боевиков (а также некоторые группировки в окрестностях пригорода Аль-Зухор на юге). Боевики предприняли попытку закрепиться в окрестностях Молодёжного лагеря, но подверглись дальнейшим массированным контратакам и вскоре вынуждены были отступить; при этом 20 боевиков были убиты силами курдского сопротивления. Оставшиеся силы ИГ получили ультиматум «сдаться или умереть». Между тем, пять солдат правительственных войск были убиты и восемь получили ранение при атаке ИГ на южные поселения Эль-Хасака. Боестолкновения и диверсии в южных пригородах Эль-Хасака продолжались до 1 августа, хотя на следующий день последний важный опорный пункт боевиков в Аль-Зухоре был взят совместными силами правительственной армии Сирии и курдского народного ополчения. В этот же день правительственные структуры и YPG выступили с совместным заявлением, в котором отметили, что город Эль-Хасака полностью освобождён от террористов.